# Amblyopone wilsoni
Amblyopone wilsoni är en myrart som beskrevs av Clark 1928. Amblyopone wilsoni ingår i släktet Amblyopone och familjen myror. Inga underarter finns listade i Catalogue of Life.